# Open Castilla y León 2022 - Doppio maschile
Robert Galloway e Alex Lawson erano i detentori del titolo ma hanno scelto di non partecipare.
In finale Nicolás Álvarez Varona e Iñaki Montes de la Torre hanno sconfitto Benjamin Lock e Courtney John Lock con il punteggio di 7–6(3), 6-3.

## Teste di serie
1. Arjun Kadhe /  Piotr Matuszewski (quarti di finale)
2. Luca Margaroli /  Adrián Menéndez Maceiras (quarti di finale)

1. Boris Arias /  Federico Zeballos (primo turno)
2. Théo Arribagé /  Luca Sanchez (quarti di finale)

## Wildcard
1. Adam Taylor /  Jason Taylor (primo turno)

1. Jack Vance /  Jamie Vance (primo turno)

## Tabellone

### Legenda
| - Q = Qualificato - WC = Wild card - LL = Lucky loser | - ALT = Alternate - SE = Special Exempt - PR = Protected Ranking | - w/o = Walkover - r = Ritirato - d = Squalificato |

|  | Primo turno | Primo turno                           | Primo turno                           | Primo turno               | Primo turno          |  |  | Quarti di finale | Quarti di finale                      | Quarti di finale                      | Quarti di finale                      | Quarti di finale                      |   |      | Semifinali | Semifinali                        | Semifinali                        | Semifinali                                      | Semifinali                                      |   |   | Finale | Finale | Finale | Finale | Finale |  |
|  |             |                                       |                                       |                           |                      |  |  |                  |                                       |                                       |                                       |                                       |   |      |            |                                   |                                   |                                                 |                                                 |   |   |        |        |        |        |        |  |
|  | 1           | A Kadhe P Matuszewski                 | A Kadhe P Matuszewski                 | 6                         | 7                    |  |  |                  |                                       |                                       |                                       |                                       |   |      |            |                                   |                                   |                                                 |                                                 |   |   |        |        |        |        |        |  |
|  | WC          | A Taylor J Taylor                     | A Taylor J Taylor                     | 3                         | 6                    |  |  | 1                | A Kadhe P Matuszewski                 | A Kadhe P Matuszewski                 | 2                                     | 65                                    |   |      |            |                                   |                                   |                                                 |                                                 |   |   |        |        |        |        |        |  |
|  |             | E Donskoj A Kuznecov                  | E Donskoj A Kuznecov                  | E Donskoj A Kuznecov      |                      |  |  |                  | J Echeverria A Moro Cañas             | J Echeverria A Moro Cañas             | 6                                     | 7                                     |   |      |            |                                   |                                   |                                                 |                                                 |   |   |        |        |        |        |        |  |
|  |             | J Echeverria A Moro Cañas             | J Echeverria A Moro Cañas             | J Echeverria A Moro Cañas | w/o                  |  |  |                  |                                       |                                       |                                       |                                       |   |      |            | J Echeverria A Moro Cañas         | 5                                 | 7                                               | [7]                                             |   |   |        |        |        |        |        |  |
|  | 3           | B Arias F Zeballos                    | B Arias F Zeballos                    | 3                         | 3                    |  |  |                  |                                       |                                       | B Lock C Lock                         | 7                                     | 5 | [10] |            |                                   |                                   |                                                 |                                                 |   |   |        |        |        |        |        |  |
|  |             | A Cozbinov D Istomin                  | A Cozbinov D Istomin                  | 6                         | 6                    |  |  |                  | A Cozbinov D Istomin                  | 6                                     | 4                                     | [6]                                   |   |      |            |                                   |                                   |                                                 |                                                 |   |   |        |        |        |        |        |  |
|  |             | Bye                                   | Bye                                   | Bye                       |                      |  |  |                  | B Lock C Lock                         | 4                                     | 6                                     | [10]                                  |   |      |            |                                   |                                   |                                                 |                                                 |   |   |        |        |        |        |        |  |
|  |             | B Lock C Lock                         | B Lock C Lock                         | B Lock C Lock             | w/o                  |  |  |                  |                                       |                                       |                                       |                                       |   |      |            | Benjamin Lock Courtney John Lock  | Benjamin Lock Courtney John Lock  | 63                                              | 3                                               |   |   |        |        |        |        |        |  |
|  |             | S Carr D Palán                        | 3                                     | 7                         | [6]                  |  |  |                  |                                       |                                       |                                       |                                       |   |      |            |                                   |                                   | Nicolás Álvarez Varona Iñaki Montes de la Torre | Nicolás Álvarez Varona Iñaki Montes de la Torre | 7 | 6 |        |        |        |        |        |  |
|  |             | Í Cervantes Huegún O Roca Batalla     | 6                                     | 62                        | [10]                 |  |  |                  | Í Cervantes Huegún O Roca Batalla     | 4                                     | 7                                     | [10]                                  |   |      |            |                                   |                                   |                                                 |                                                 |   |   |        |        |        |        |        |  |
|  |             | Bye                                   | Bye                                   | Bye                       | Bye                  |  |  | 4                | T Arribagé L Sanchez                  | 6                                     | 5                                     | [3]                                   |   |      |            |                                   |                                   |                                                 |                                                 |   |   |        |        |        |        |        |  |
|  | 4           | T Arribagé L Sanchez                  | T Arribagé L Sanchez                  | T Arribagé L Sanchez      | T Arribagé L Sanchez |  |  |                  |                                       |                                       |                                       |                                       |   |      |            | Í Cervantes Huegún O Roca Batalla | Í Cervantes Huegún O Roca Batalla | 4                                               | 4                                               |   |   |        |        |        |        |        |  |
|  |             | N Álvarez Varona I Montes de la Torre | N Álvarez Varona I Montes de la Torre | 6                         | 6                    |  |  |                  |                                       |                                       | N Álvarez Varona I Montes de la Torre | N Álvarez Varona I Montes de la Torre | 6 | 6    |            |                                   |                                   |                                                 |                                                 |   |   |        |        |        |        |        |  |
|  | WC          | J Vance                               | J Vance                               | 0                         | 4                    |  |  |                  | N Álvarez Varona I Montes de la Torre | N Álvarez Varona I Montes de la Torre | 6                                     | 6                                     |   |      |            |                                   |                                   |                                                 |                                                 |   |   |        |        |        |        |        |  |
|  |             | Y Bondarevskiy C Sánchez Jover        | Y Bondarevskiy C Sánchez Jover        | 4                         | 3                    |  |  | 2                | L Margaroli A Menéndez Maceiras       | L Margaroli A Menéndez Maceiras       | 4                                     | 4                                     |   |      |            |                                   |                                   |                                                 |                                                 |   |   |        |        |        |        |        |  |
|  | 2           | L Margaroli A Menéndez Maceiras       | L Margaroli A Menéndez Maceiras       | 6                         | 6                    |  |  |                  |                                       |                                       |                                       |                                       |   |      |            |                                   |                                   |                                                 |                                                 |   |   |        |        |        |        |        |  |